# Hurikán John (1994)
Hurikán John, známý také jako tajfun John, byl tropickou cyklónou, která koncem léta roku 1994 prošla severním Pacifikem. V době své maximální intenzity byl uvnitř hurikánu naměřen minimální atmosférický tlak 929 milibarů a přetrvávající větry (1-min průměr) o rychlosti 280 km/h, což jej řadí na nejvyšší pátý stupeň Saffirovy–Simpsonovy stupnice síly hurikánů.
John drží v rámci zdokumentovaných tropických cyklón dva rekordy, a to jako nejdéle trvající a také největší vzdálenost urazivší cyklóna. Bouře trvala celkem 31 dní, během kterých překonala vzdálenost 13 280 kilometrů.
Vzhledem k tomu, že trasa cyklóny zasáhla jak do východního, tak do západního Pacifiku, jde o jednu z mála bouří klasifikovanou současně jako hurikán i tajfun. Přes mimořádně dlouhou dobu trvání způsobil živel pouze minimální škody, a to na Havaji  a na Johnstonově atolu. Zbytky bouře pak zasáhly Aljašku.

## Meteorologická historie
Americká Národní centrum pro hurikány (NHC) označilo za původce vzniku hurikánu John tropickou vlnu, která se vytvořila u pobřeží Afriky 25. července 1994. Ta se bez zásadních změn přesunula přes Atlantik a Karibik, následně překročila Střední Ameriku a kolem 8. srpna vstoupila do Tichého oceánu. Zde se začala vyvíjet a 11. srpna NHC klasifikovalo systém jako tropickou depresi 10-E. Nacházel se v této době asi 555 km jihojihovýchodně od Acapulca v Mexiku a směřoval na západ. Ještě týž den byly pozorován rychlý vývoj dešťových pásů a systém získal jasné ohraničení, proto byl překlasifikován na tropickou bouři, které bylo přiděleno jméno John. Silný hřeben vysokého tlaku nad severozápadním Pacifikem nutil bouři k dalšímu postupu na západ, zatímco poměrně silný střih větru ji udržoval ve stavu tropické bouře. Její intenzita ovšem kolísala, střih větru občas rozehnal mraky nad bouří a málem jí opět zredukoval na tropickou depresi. Teprve po osmi dnech pohybu na západ střih větru polevil a bouře začala sílit. 19. srpna odpoledne byl John poprvé klasifikován jako hurikán kategorie 1. Během následujících 18 hodin zesílil na hurikán kategorie 3 a před polednem 20. srpna překročil hranici středopacifické cyklónové oblasti. Tím přešel zpod kontroly NHC pod kontrolu Středopacifického centra pro hurikány (CPHC).
Hurikán pokračoval v pohybu na západ a v příznivém prostředí na jih od Havaje dále sílil. 22. srpna byl klasifikován jako hurikán kategorie 5 a téhož dne jeho přetrvávající větry dosáhly maximální zaznamenané rychlosti (1-min průměr) 280 km/h. Ve večerních hodinách se nejvíce během své poutě přiblížil Havaji, nacházel se o 500 km jižněji. Hřeben vysokého tlaku vzduchu, který Havaj obvykle chrání před přímým zásahem hurikánů, i tentokrát zabránil bouři stočit se na sever k souostroví. I tak se ale na Havaji hurikán projevil silným větrem a deštěm z vnějšího okraje dešťových pásů.
Poté, co minul Havaj, se John stočil mírně na sever a zamířil k Johnstonově atolu, malé skupině ostrovů, jejímiž jedinými obyvateli bylo osazenstvo zdejší americké vojenské základny. Vlivem silného střihu větru ovšem cyklóna rychle slábla. V době, kdy 25. srpna míjela atol ve vzdálenosti 24 km severně, měla již pouze sílu hurikánu kategorie 1 s přetrvávajícími větry o rychlosti 145 km/h. Na Johnstonově atolu byly hlášeny přetrvávající větry o síle 95 km/h s nárazy až o síle 120 km/h, což odpovídá silnější tropické bouři.
Za atolem se John stočil na severozápad a opět začal zesilovat. Druhého maxima dosáhl 27. srpna, kdy přetrvávající větry dosahovaly rychlosti 210 km/h. Krátce nato překročil datovou hranici, přibližně na 22 stupni severní šířky. Zde jeho sledování převzala pobočka Střediska pro varování před tajfuny (JTWC) na Guamu.
Přechodem do západního Pacifiku se z Johna stal tajfun, a takto byl také oficiálně označován během doby, ve které zde působil. Téměř ihned po překročení datové hranice John zeslábl a jeho dopředný pohyb se téměř zastavil. K 1. září zeslábl na tropickou bouři a v podstatě stál kousek na západ od datové hranice. Zde setrval po dobu šesti dní, během nichž se otáčel proti směru hodinových ručiček. Až 7. září se k oblasti přiblížila brázda nízkého tlaku vzduchu a podnítila bouři k rychlému pohybu na severovýchod. John 8. září znovu překročil datovou hranici. Zpět ve středopacifické cyklónové zóně potřetí a naposledy zesílil, tentokrát na hurikán kategorie 1 s přetrvávajícími větry o síle 145 km/h. V této době se nacházel severně od Midwaye. Síla mu však vydržela pouze krátce, brázda nízkého tlaku rychle trhala jeho strukturu a chladné vody severního Pacifiku nevytvářely vhodné podmínky pro vývoj tropické cyklóny. 10. září byla vydána poslední, celkově 120. monitorovací zpráva, která Johna konečně překlasifikovala na mimotropickou cyklónu. V této době se nacházel 1600 km jižně od ostrova Unalaska v Aleutách.

## Rekordy a statistiky
31denní doba trvání činí z Johna nejdéle trvající tropickou cyklónu v historických záznamech. Překonal předchozí pacifický rekord hurikánu Tina z roku 1992 (24 dní) i globální rekord atlantického hurikánu San Ciriaco z roku 1899 (28 dní). I přesto, že se po většinu doby trvání pohyboval relativně pomalu, urazil největší vzdálenost ze všech zdokumentovaných tropických cyklón, celkem 13 280 km, čímž opět překonal předchozí pacifický rekord hurikánu Fico z roku 1978 (8700 km) i globální rekord atlantického hurikánu Faith z roku 1966 (12 700 km).
Záznamy o atmosférickém tlaku nejsou konzistentní, neboť CPHC v této době atmosférický tlak nemonitorovalo. Průzkumné letadlo americké armády však naměřilo při přeletu atmosférický tlak 929 milibarů, což z Johna dělá jednu z nejintenzivnějších cyklón zdokumentovaných ve středopacifické cyklónové oblasti. John byl teprve čtvrtým hurikánem kategorie 5, který zde byl zaznamenán. Spolu s hurikánem Patsy z roku 1959 také drží středopacifický rekord v naměřené síle přetrvávajících větrů (1-min průměr) – 280 km/h.

## Dopady
Vliv hurikánu se projevil jak na Havaji, tak Johnstonově atolu, ale dopady byly slabé. Na Havaji se hurikán projevil silným větrem a vlnami o výšce 1,8 až 3 m,které se přelily přes některé pláže. Silné deště na největším ostrově Havaj způsobily místní záplavy a některé silnice musely být dočasně uzavřeny. Žádná úmrtí, zranění ani výrazné materiální škody nebyly hlášeny.
Na Johnstonově atolu byly krátce před příchodem hurikánu hlášeny vlny vysoké 6,1 – 9,1 metru. Osazenstvo zdejší americké vojenské základny bylo s předstihem evakuováno do Honolulu. Materiální škody na zařízení základny byly odhadnuty na 15 milionů dolarů.
Zbytky bouře přešly přes Aleutské ostrovy, kde byly naměřeny větry o síle až 74 km/h. Bouře sem přinesla teplý vzduch, na dvou stanicích byla zaznamenána na tuto oblast nezvykle vysoká teplota 19 °C.